# II proces moskiewski

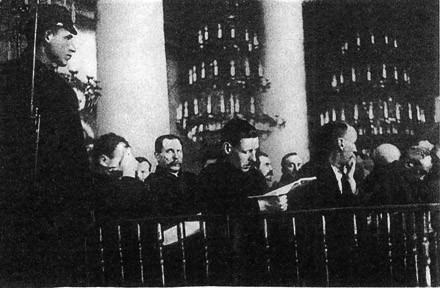
Ława oskarżonych w drugim procesie moskiewskim

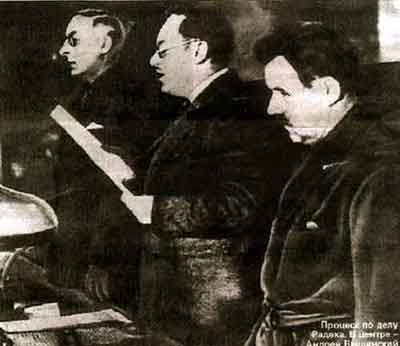
Andriej Wyszynski wygłaszający akt oskarżenia

II proces moskiewski – drugi z trzech procesów moskiewskich, które zorganizowano przed Kolegium Wojskowym Sądu Najwyższego ZSRR przeciwko dawnym przywódcom bolszewickim w czasie wielkiego terroru. Oskarżycielem był Andriej Wyszynski, a przewodniczącym składu sędziowskiego gen. Wasilij Ulrich.
Drugi proces moskiewski odbył się pomiędzy 23 a 30 stycznia 1937 roku. Oskarżono 17 osób o przynależność do rzekomo istniejącej i kierowanej przez Lwa Trockiego organizacji Centrum Równoległe, której celem miało być sprowokowanie napaści III Rzeszy i Japonii na Związek Radziecki oraz sabotaż na kolei, w kopalniach i w fabrykach.
Oskarżeni mieli rzekomo być członkami skupionej wokół Trockiego opozycji. Postawiono im zarzut szpiegostwa na rzecz Niemiec i Japonii, planowanie sabotażu, utrudnianie kolektywizacji i industrializacji. Wszyscy przyznali się do winy i poprosili sąd o wydanie wyroków skazujących. Najważniejszym oskarżonym był Jurij Piatakow, który był członkiem Komitetu Centralnego i zastępcą Ordżonikidze – wicekomisarzem przemysłu ciężkiego – faktycznie kierującym industrializacją i zarządzającym przemysłem. Dla „dobra partii” był on w poprzednim procesie świadkiem oskarżenia. Składał fałszywe zeznania przeciwko Kamieniewowi i Zinowiewowi, na prośbę swojego szefa, ludowego komisarza przemysłu ciężkiego Sergo Ordżonikidzego zgodził się współpracować z NKWD w zamian za obietnicę darowania życia.
W czasie procesu Piatakow zeznał, że spotkał się w Norwegii z Trockim. Po dementi Trockiego zarząd lotniska, na którym miał wylądować oświadczył, że w tym czasie nie lądował tam żaden samolot z ZSRR. Piatakow miał spotkać się z wysłannikiem Trockiego w hotelu w Kopenhadze – okazało się, że hotel o tej nazwie został kilka lat wcześniej zburzony. Mistyfikacja NKWD była oczywista. Prócz Piatakowa zostali skazani na śmierć: Leonid Sieriebriakow, Nikołaj Murałow i dziesięciu innych oskarżonych. Karol Radek (który jeszcze rok wcześniej na łamach gazety „Izwiestii” krytykował Trockiego i jego zwolenników) dostał 10 lat łagru (trzy lata później zabili go tam – według oficjalnej wersji – więźniowie kryminalni). Radek nie zginął od razu, gdyż na procesie demaskował innych rzekomych trockistów. Wyrok 10 lat otrzymał Grigorij Sokolnikow, również zamordowany w więzieniu w maju 1939. Oskarżony o przygotowywanie zamachu na swojego szefa kierowca Mołotowa – prowokator NKWD Stroiłow – został skazany na 8 lat pozbawienia wolności.
Bezpośrednio po procesie odbyło się plenum KC WKP(b), na którym oponenci Stalina ostatni raz próbowali powstrzymać czystkę. W przeddzień wyznaczonego terminu plenum Sergo Ordżonikidze został zmuszony do samobójstwa przez NKWD, lub zamordowany. Plenum zakończyło się uchwaleniem zgody na aresztowanie Bucharina, Rykowa i Jagody (członków Komitetu Centralnego) przez NKWD. Otworzyło to drogę do masowych aresztowań dokonywanych przez podległe już wyłącznie Jeżowowi i Stalinowi NKWD.
Stalin zdecydował, że zaprosi niemieckiego pisarza Liona Feuchtwangera aby uwiarygodnić proces. Mimo początkowych negatywnych opinii na temat Stalina, procesu oraz Związku Radzieckiego Feuchtwanger wydał książkę ' Moskwa w 1937 roku ', w której usprawiedliwia zbrodnie Stalina.